# Volker Diehl (Mediziner)
Volker Diehl (* 28. Februar 1938 in Berlin) ist ein deutscher Internist, Onkologe und ehemaliger Hochschullehrer der Universität zu Köln.

## Leben
Diehl hatte sieben Geschwister, sein Vater war HNO-Arzt. Nachdem die Familie im Zweiten Weltkrieg ausgebombt worden war, floh sie zunächst nach Thüringen, dann nach Herborn in Hessen. In Dillenburg erwarb Volker Diehl 1958 das Abitur. Er studierte in Marburg, Wien und Freiburg im Breisgau Medizin. An der FU Berlin absolvierte er seine Zeit als Medizinalassistent. 1966 erwarb er bei Theodor Luthard an der Universitätskinderklinik der Universität Freiburg im Breisgau mit der Arbeit Galactoseverwertung in HeLa- und Affennierenzellkulturen den Dr. med. Weitere Stationen seiner klinischen und wissenschaftlichen Ausbildung folgten: In Philadelphia (USA) arbeitete er bei Werner und Gertrude Henle und gemeinsam mit Harald zur Hausen; in Uganda arbeitete er bei Denis Burkitt an der Makerere-Universität und in Nairobi (Kenia) am Kenyatta Hospital, um für die Weltgesundheitsorganisation Serumproben in Gebieten mit endemischem Burkitt-Lymphom zu sammeln; in Stockholm (Schweden) arbeitete er am Karolinska-Universitätskrankenhaus. 1973 kam Diehl nach Deutschland zurück und arbeitete bei zur Hausen in Würzburg. Hier legte er die Grundlagen für seine Habilitationsschrift Epstein-Barr-Virus (EBV) in lymphoiden Zellen: ein humanes Tumorvirus? (1977). Zwischen 1974 und 1982 war Diehl an der Medizinischen Hochschule Hannover. Hier erwarb er die Facharztbezeichnungen für Innere Medizin und Hämato-Onkologie. 1983 erhielt Diehl eine Professur für Innere Medizin an der Universität zu Köln, die er als Direktor der Medizinischen Klinik I der Universität bis zu seiner Emeritierung 2003 innehatte. Teile der auch von Diehl bestrittenen Vorlesung Medizinische Klinik und Poliklinik fanden Eingang in die Innere Medizin von Gerd Herold.
Diehl ist verheiratet und hat drei Kinder.

## Wirken
Bereits 1967 konnte Diehl gemeinsam mit dem Ehepaar Henle zeigen, dass das Epstein-Barr-Virus die infektiöse Mononukleose verursacht. Später befasste er sich mit onkogenen Viren, vor allem aber mit malignen Erkrankungen des lymphatischen Systems, insbesondere der Pathogenese des Morbus Hodgkin. 1978 gelang es ihm, eine Hodgkin-Zelllinie zu kultivieren und Sternberg-Riesenzellen zu züchten. Diehl gründete 1978 die Deutsche Hodgkin-Studiengruppe, die als eine der führenden Gruppen in der Erforschung dieses Krankheitsbildes gilt. Diehl verband Grundlagenforschung und klinischer Forschung und konnte sowohl entscheidende Beiträge zum Verständnis der Pathogenese des Morbus Hodgkin leisten, als auch die Therapie des Morbus Hodgkin wesentlich verbessern. So entwickelte Diehl 1994 das BEACOPP-Schema zur Behandlung des M. Hodgkin, bewertete die Stammzelltransplantation und entwickelte immuntherapeutische Verfahren.

## Auszeichnungen
- 1995: Mitglied der Academia Europaea[1]
- 1997: Deutscher Krebspreis der Deutschen Krebsgesellschaft[2]
- 1998/1999: Vorsitzender der Deutschen Gesellschaft für Innere Medizin
- 2000: Mitglied der Leopoldina[3]
- 2000/2001: Johann-Georg-Zimmermann-Preis (Wissenschaftspreis) des Johann-Georg-Zimmermann-Vereins[4]
- 2007: Deutsche Krebshilfe Preis der Deutschen Krebshilfe[5]
- 2007: Gustav-von-Bergmann-Medaille der Deutschen Gesellschaft für Innere Medizin[6]
- 2008: Bundesverdienstkreuz 1. Klasse
- 2008: Ehrenmitglied der Deutschen Gesellschaft für Hämatologie und Medizinische Onkologie[7]
- 2009: Ernst Jung-Medaille für Medizin in Gold[8]
- 2014: Paracelsus-Medaille der deutschen Ärzteschaft[9]
- Auswärtiges Mitglied der Russischen Akademie der Wissenschaften[10]
- Ehrendoktorate der Universitäten Moskau und Budapest
- Jacqueline Seroussi Foundation Scientific Award